# Helmut Wilhelm (Mediziner)
Helmut Wilhelm (* 28. August 1954 in Pirmasens) ist ein deutscher Ophthalmologe und Hochschullehrer.

## Leben und Wirken
Helmut Wilhelm studierte Medizin an den Universität Freiburg/Br., Uppsala und Mainz und promovierte 1983 in Freiburg bei dem Ophthalmologen Günther Mackensen mit einer Arbeit zur „Fotokeratometrie mit einem zylinderförmigen Keratoskop“. Von 1982 bis 1983 arbeitete er als Assistenzarzt an der Augenklinik in Trier und von 1983 bis 1984 an der Klinik Kues. Seit 1984 ist er an der Augenklinik der Eberhard Karls Universität Tübingen tätig, zunächst als Mitarbeiter von Elfriede Aulhorn. 1988 wurde er dort Facharzt für Augenheilkunde und 1990 Oberarzt. Im Jahre 1996 erfolgte seine Habilitation an der Universität Tübingen mit einer Arbeit über „Konsequenzen neuerer Forschungsergebnisse für die Untersuchung und Abklärung der normalen und der gestören Pupillenmotorik“. 2002 erhielt er den Professorentitel. Wilhelm spezialisierte sich auf dem Gebiet der Neuroophthalmologie und hier vor allem mit dem Schwerpunkt Pupillenreaktion und Pupillenstörung. 2012 übernahm er die Leitung der Abteilung Neuroophthalmologie an der Tübinger Universitäts-Augenklinik. Außerdem ist er an der Augenklinik Sulzbach (Saar) tätig.

## Veröffentlichungen (Auswahl)
- (Übers. u. Bearb, mit Bärbel Wilhelm): Ronald M. Burde u. a. / Neuroophthalmologie. Symptome – Diagnose – Therapie. Kohlhammer, Stuttgart 1989, ISBN 978-3-17-010007-7.

- Pupillenreaktionen – Pupillenstörungen. Kohlhammer, Stuttgart 1991, ISBN 3-17-011084-5.
- (Übers.): Hans Bynke / Neuroophthalmologie. Kohlhammer, Stuttgart 2000, ISBN 978-3-17-015900-6.
- (Mitautor): Praktische Neuroophthalmologie, hrsg. von Ulrich Schiefer u. a. 2. Aufl. Kaden, Heidelberg 2003, ISBN 3-922777-56-2.
- (mit Felix Tonagl): Neuroopthalmologie. In: Gerhard K. u. Gabriele E. Lang (Hrsg.): Augenheilkunde essentials. Thieme, Stuttgart 2015, S. 446–493.
- Das große Buch vom Auge. Erkrankungen und Behandlungen verständlich erklärt. Südwest, München 2023, ISBN 978-3-517-10181-1.

Außerdem zahlreiche Aufsätze in medizinischen Fachzeitschriften auf dem Gebiet der Augenheilkunde.